# Manzana Segunda de Santa Cruz Tepexpan
Manzana Segunda de Santa Cruz Tepexpan är ett samhälle i Mexiko, tillhörande kommunen Jiquipilco i den nordvästra delen av delstaten Mexiko. Orten hade 1 849 invånare vid folkräkningen 2010.